# Церква Зіслання Святого Духа (Городище)
Церква Зіслання Святого Духа — дерев'яна церква у селі Городище, (Самбірський район, Львівська область) споруджена 1889 або 1897 році. Храм є пам'яткою дерев'яної сакральної архітектури.

## Історія
Найдавніші відомості церкву в с. Городище походять з 1507 р. Є згадки і про монастир в урочищі Монастирець біля Городища.
На місці, де нині стоїть церква, побудований також дерев'яний храм у 1604 (чи 1648) р., простояв до кінця XIX ст.
У 1889 (1897) р. на його місці споруджено нову, теж дерев'яну церкву, яка стоїть донині.
Відомо також, що проща «Самбір — Зарваниця» зупинялась у цьому храмі у 2010 та 2015 роках, участь в якій бере найстарша прочанка п. Марія Катерлін із с. Городища (1946 р. н.) та мешканець того ж села лікар Микола Балук.

## Опис
Півциркульні дахи бабинця і вівтаря увінчані великими восьмериковими ліхтарями з банями.
Восьмерик нави вкритий подібною великою банею. З північного боку до вівтаря прибудована ризниця, із заходу до бабинця — присінок. Стіни бічних рамен нави мають великі, спарені вікна. На захід від церкви знаходиться дерев'яна триярусна дзвіниця з підсябиттям, накрита пірамідальним дахом.

## Галерея

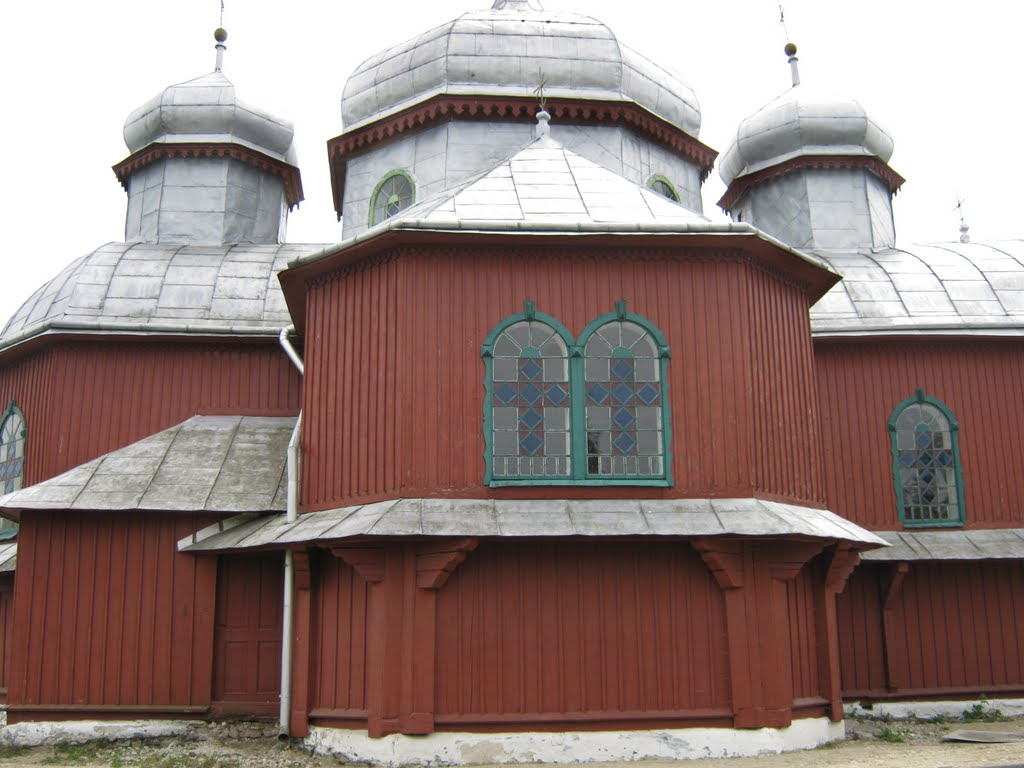
Церква зблизька
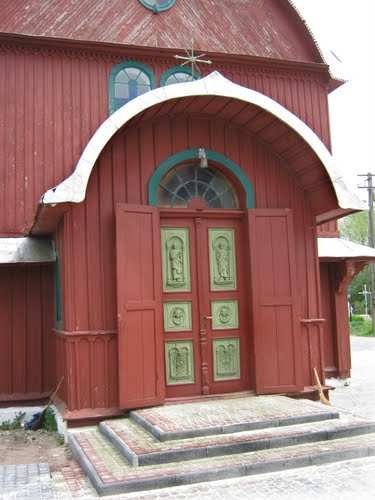
Дзвіниця
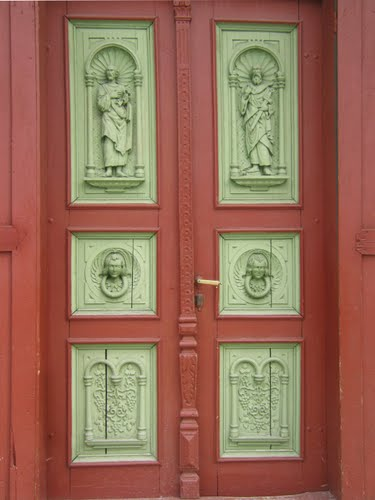
Двері церкви